# بطولة الأمم الست 2016
بطولة الأمم الستة 2016 (بالإنجليزية: 2016 Six Nations Championship)‏ هو الموسم 122 من  بطولة الأمم الستة، وهو الموسم 122 من  بطولة الأمم الستة. أقيم خلال الفترة 6 فبراير 2016 وحتى 19 مارس 2016، وكان عدد الأندية المشاركة فيه  6، وفاز فيه منتخب إنجلترا الوطني لاتحاد الرغبي.